# 曹矩
曹矩（?—?），曹操的儿子，母亲是尹夫人，何晏为其同母兄。
早薨，无子。建安二十二年（217年），曹操以樊安公曹均之子曹敏为曹矩之后，封临晋侯。黄初三年（222年），曹丕追封谥弟弟曹矩为范阳闵公。五年（224年），改封曹敏為范阳王。七年（226年），徙封句阳王，太和六年（232年），魏明帝曹叡追进叔父曹矩为范阳闵王，改封曹敏为琅邪王。景初、正元、景元中，累增邑，并前三千四百户。曹敏死后，谥号原王。子曹焜嗣位。

## 延伸阅读
[在维基数据编辑]
 《三國志·卷20》，出自陳壽《三國志》